# Zachodnia Jerozolima
Zachodnia Jerozolima – obejmuje teren południowo-zachodniej i zachodniej części Jerozolimy, który podczas wojny o niepodległość w 1948 został zajęty przez Izrael. Zachodnia Jerozolima jest często nazywana Nowym Miastem.

## Historia
Na początku XIX wieku w Jerozolimie pojawiły się liczne międzynarodowe misje oraz konsulaty, co było momentem przełomowym we współczesnej historii miasta. W tym okresie wybudowano pierwsze dzielnice mieszkaniowe położone poza murami Starego Miasta. Wybudowali je w latach 40. XIX wieku angielscy i niemieccy protestanci, którzy chcieli przynieść ulgę miastu cierpiącemu od przeludnienia i złych warunków sanitarnych. Na krawędzi niemieckiej kolonii powstały bogate wille tureckie, dając początek nowym arabskim dzielnicom.
W 1860 sir Moses Montefiore sfinansował budowę pierwszej dzielnicy żydowskiej, która została nazwana Miszkenot Sza’ananim (obecnie część dzielnicy Jemin Mosze). Drugą żydowską dzielnicą była Nahalat Sziwa. Rozbudowa kolejnych dzielnic żydowskich przyniosła Jerozolimie znaczne ożywienie gospodarcze.
29 listopada 1947 roku Zgromadzenie Ogólne Organizacji Narodów Zjednoczonych przyjęło Rezolucję nr 181 o podziale Mandatu Palestyny na dwa państwa: żydowskie i arabskie. Plan ONZ przewidywał utworzenie z Jerozolimy strefy międzynarodowej, która nie byłaby częścią żadnego państwa. Jednak podczas wojny o niepodległość w 1948 walki izraelsko-arabskie objęły teren miasta, które w ten sposób zostało podzielone pomiędzy walczącymi stronami. Zachodnia Jerozolima została zajęta przez Izraelczyków, a Wschodnia Jerozolima przez Jordańczyków.
W 1949 Izrael uznał Zachodnią Jerozolimę za swoją stolicę. Podczas wojny sześciodniowej w 1967 Izraelczycy zajęli Zachodni Brzeg ze Wschodnią Jerozolimą. Izrael  poszerzył wówczas terytorium Jerozolimy, łącząc Zachodnią Jerozolimę ze Wschodnią Jerozolimą.
30 czerwca 1980 izraelski parlament Kneset uchwalił ustawę Podstawowe Prawo Jerozolimy, która stwierdza, że zjednoczona Jerozolima jest stolicą Izraela, co oznacza, że jest ona siedzibą prezydenta, parlamentu, rządu i Sądu Najwyższego, oraz że święte miejsca wszystkich religii są tu nietykalne, a Izrael zobowiązuje się zapewnić swobodny dostęp do nich. Społeczność międzynarodowa nie uznaje tego aktu i ambasady większości państw znajdują się w Tel Awiwie.

## Opis dzielnicy
Zachodnia Jerozolima otacza od zachodu i południowego zachodu  Stare Miasto. Większość tutejszych domów jest nowoczesnych i nawet te najstarsze są wybudowane ze złotawego piaskowca jerozolimskiego. Panuje tutaj specyficzna atmosfera, miasta żyjącego na skrzyżowaniu kultury europejskiej i arabskiej. Obecnie większość mieszkańców Jerozolimy spędza swój czas w Nowym Mieście, pozostawiając Stare Miasto turystom.

## Najważniejsze budynki

### Budynki rządowe

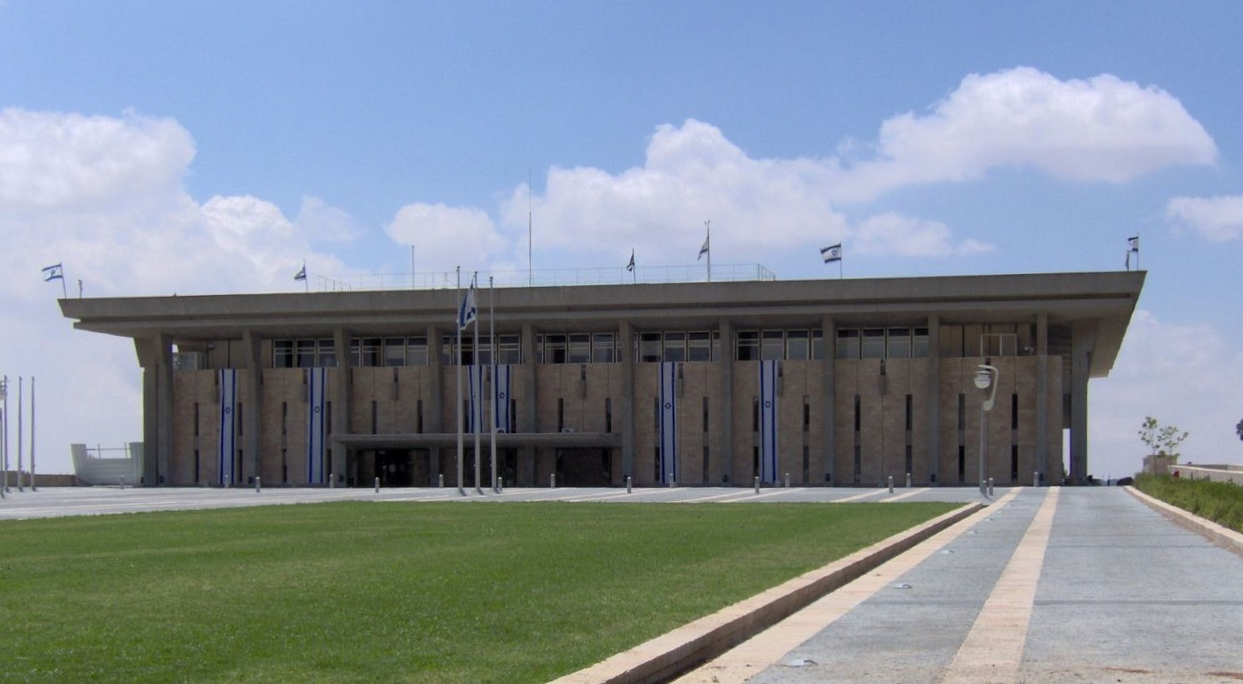
Budynek Knesetu w Jerozolimie

- Kneset - budynek parlamentu został wzniesiony w 1966 na wzgórzu położonym na zachód od centrum miasta. Przed Knesetem znajduje się Ogród Różany, w którym rosną setki odmian róż z całego świata.
- Sąd Najwyższy - wybudowany w 1992 na szczycie wzgórza przy parlamencie.
- Siedziba prezydenta Izraela
- Siedziba premiera Izraela

### Muzea
- Muzeum Izraela - prezentuje historię i dziedzictwo kulturowe Izraela od najstarszych do współczesnych czasów.
- Sanktuarium Biblii - miejsce przechowywania zwojów z Qumran.
- Muzeum Krajów Biblijnych - prezentuje liczne znaleziska archeologiczne ukazujące życie religijne krajów Bliskiego Wschodu.
- Jad Waszem - instytut naukowo-badawczy, oficjalny pomnik poświęcony żydowskim ofiarom Holocaustu, założony w 1953.
- Muzeum Bloomfielda - interaktywne muzeum przyrodnicze położone na terenie kampusu Uniwersytetu Hebrajskiego w Giwat Ram.
- Muzeum Herzla - znajduje się na Wzgórzu Herzla. Przedstawia historię życia i działalność Theodora Herzla.
- Muzeum sztuki Wolfsona - specjalizuje się w judaikach.
- Muzeum Sztuki Żydów Włoskich - tuż przy muzeum znajduje się XVIII-wieczna synagoga przeniesiona z Włoch.
- Dom Ticho - kolekcja obrazów artystki Anny Ticho.

### Synagogi
- Wielka Synagoga chasydów z Bełza
- Wielka Synagoga

### Kościoły
- Klasztor Krzyża - grekoprawosławny ufortyfikowany klasztor został wybudowany w XI wieku. Legenda mówi, że krzyż, na którym ukrzyżowano Jezusa Chrystusa, został wykonany z drzewa, które rosło w tym miejscu.
- Bazylika Zaśnięcia Najświętszej Maryi Panny – malowniczy kościół wzniesiony z jasnego piaskowca w XIX wieku na wzgórzu Syjon. Według legendy w miejscu tym umarła Maria z Nazaretu.
- Wieczernik – tradycyjne miejsce, w którym Jezus Chrystus spożywał na wzgórzu Syjon wraz ze swymi uczniami Ostatnią wieczerzę przed swoją śmiercią. Na dole budynku znajduje się grób króla Dawida.
- Kościół św. Andrzeja - kościół szkocki, jedyna parafia kalwińska w Izraelu.

### Inne miejsca
- Wzgórze Herzla - umieszczono tu sarkofag Theodora Herzla, założyciela ruchu syjonistycznego. Miejsce to zamieniono w pomnik powstania państwa Izrael.
- Góra Syjon – niewielkie wzgórze położone w południowo-wschodniej części Starego Miasta.
- Me’a Sze’arim – dzielnica ortodoksyjnych Żydów i chasydów.
- Targowisko Mahaneh Yehuda - otworzone w 1886.
- Park Niepodległości
- Ogród Zwierząt Biblijnych - ogród zoologiczny w którym zgromadzono liczne zwierzęta opisywane w Biblii.